# Camille Paglia
Camille Anna Paglia (/ˈpɑːliə/), född 2 april 1947 i Endicott i Broome County, New York, är en amerikansk konst- och kulturhistoriker, sedan 1984 professor vid University of the Arts i Philadelphia. Som debattör har hon väckt stor uppmärksamhet, och hon är verksam i kulturfrågor och kring yttrandefrihet.
Hennes akademiska avhandling Sexual Personae: Art and Decadence from Nefertiti to Emily Dickinson, publicerad 1990, blev en storsäljare. Paglia är förespråkare för sexpositiv feminism och kritiserar återkommande den traditionella feminismens uppfattningar. Hon ses ibland som särartsfeminist och har inspirerats av de Sade, Nietzsche och Freud.

## Biografi

### Tidiga år
Paglia föddes i Endicott i delstaten New York som det äldsta barnet till Pasquale och Lydia Anne Paglia, född Colapietro. Både far- och morföräldrar föddes i Italien. Hennes mor invandrade till USA som femåring, från hembygden i provinsen Frosinone i centrala Italien. Hennes fars släkt härstammar från städerna Avellino, Benevento och Caserta i Kampanien.
Paglia uppfostrades i en romersk-katolsk miljö och gick i skola i småorten Oxford, där familjen bodde och drev en gård. Hennes far var andravärldskrigsveteran och arbetade som lärare i den lokala high school; han introducerade konsthistorien för henne genom de böcker om fransk konst som han tog med sig hem. 1957 flyttade familjen till den större staden Syracuse, så fadern fick möjlighet att fortsätta sina universitetsstudier. Efter studierna fick han en professorstjänst i romanska språk vid Le Moyne College.
Camille Paglia fortsatte sina egna studier vid Edward Smith Elementary School, T. Aaron Levy Junior High och Nottingham Senior High School. 1992 sa Carmelia Metosh, Paglias latinlärare under tre års tid: "Hon har alltid varit kontroversiell. Vad som än sas under lektionen var hon tvungen att ifrågasätta. Hon kom med bra invändningar, då som nu." Paglia tackade Metosh i sin bok Sexual Personae och beskrev henne senare som "drakdamen i latinet, den som spydde eld på rektorer och skolstyrelser".
Som barn såg hon halloween som den bästa högtiden. Då kunde hon klä ut sig till de undertryckta och förbjudna sidorna av sig själv; som femåring klädde hon ut sig till Robin Hood, som åttaåring till Napoleon, som nioåring till Hamlet. 1950-talet var en konservativ era som var tydligt avståndstagande emot sådana föredömen för flickor. I vuxen ålder skulle hon fortsätta sin fascination för dessa könsbundna masker, och genombrottsboken Sexual Personae handlar om hur den västerländska civilisationen utvecklats genom dessa masker.
Under sin vistelse på ett sommarläger för flickscouter i Thendara använde hon sig av ett antal olika namn, inklusive Anastasia (hennes konfirmationsnamn, inspirerat av filmen med samma namn från 1956), Stacy och Stanley. En annan nyckelepisod var när ett avträde exploderade efter att hon hällt på för mycket släckt kalk i latrinen. "Det kom att symbolisera allt som jag skulle komma att ägna mig åt. Allt till övermått, så det sprängs. Jag växte upp till en som skulle titta ner i kulturens dynga, ner i pornografi och brott och psykopatologi… och så släppte jag bomber mitt i alltihop."
I mer än ett decennium hade Paglia ett förhållande med konstnären Alison Maddex. Hon adopterade Maddex son, som föddes 2002. 2007 separerade Paglia och Maddex, men de kvarstod som "harmoniska vårdnadshavare", enligt Paglia som fortsatt bodde endast tre kilometer bort.

### Senare studier
Paglia började 1964 studera vid Harpur College, del av Binghamton University. Samma år publicerades Paglias dikt "Atrophy" i den lokala dagstidningen. Hon har senare sagt att hon blev upplärd i att läsa litteratur av poeten Milton Kessler, som "trodde på kroppens svarsförmåga och på sinnenas aktivering för litteraturen…" 1968 tog hon examen vid Harpur, detta trots de 39 olika förseelser hon gjorde sig skyldig till under studietiden.
Hon studerade därefter vid Yale, och hon hävdar att hon åren 1968–1972 var lärosätets enda öppet deklarerade lesbiska student. Under tiden vid Yale grälade Paglia med Rita Mae Brown, som hon senare karaktäriserade som "på den tiden mörkt nihilistisk". Hon debatterade även mot Women's Liberation Rock Band och deras klassning av Rolling Stones som sexistiska. Bland annat uppskattade hon gruppens parodiskt textsatta hitlåt "Under My Thumb", medan hennes meningsmotståndare var starkt emot den av politiska skäl.
På skolan hade Paglia Harold Bloom som handledare inför sin avhandling. Hennes avhandling Sexual Personae (som senare skulle utkomma som bok i en annan utformning) hade då undertiteln "The Androgynous Dream: the image of the androgyne as it appears in literature and is embodied in the psyche of the artist, with reference to the visual arts and the cinema".
Paglia läste Susan Sontag och aspirerade att ta efter vad hon benämnde som dennas "kändisskap, hennes positionering inom massmedia, på gränsen mellan finkulturen och populärkulturen." Senare blev Paglia dock djupt besviken över vad hon såg som Sontags ointresse av populärkulturen och endast visade elitistiskt förakt för dessa båda sidor av samtiden. Paglia har även sett Sontags intellektuella status som högst överskattad.

## Karriär och böcker

### Yrkesliv
Hösten 1972 började Paglia som lärare på Bennington College, som anställde henne efter goda referenser från Bloom. Vid Bennington blev hon bekant med filosofen James Fessenden, som var ny som föreläsare på skolan. 1974 färdigställdes hennes doktorsavhandling Sexual Personae, vilken först 16 år senare gavs ut i tryck – då i utökad form.
Sedan 1984 har Paglia varit anställd vid University of the Arts i Philadelphia.

### Författarskap

#### Sexual Personae
Paglias Sexual Personae refuserades av minst sju olika förläggare innan den slutligen kom att accepteras av Yale University Press. Därefter blev den en bästsäljare och nådde sjunde plats på topplistan bland pocketböcker, en ovanlig bedrift för en akademisk publikation. Den 735-sidiga volymen var inte heller nådig mot den tidigare akademiska forskningen, i sin syn på samtidens vetenskapliga tankar. 
Boken blandar historia, psykologi, konst och litteratur och är späckad med populärkulturella referenser. Paglia var feministen som var kritisk mot den moderna kvinnorörelsen men hyllade den västerländska civilisationen, vid en tid då litteraturforskningen och kulturen började peka finger mot densamma. Hon såg också storheten hos denna civilisation som ett resultat av en kreativ men våldsmättad spänning mellan manligt och kvinnligt, mellan den manligt apollonska ordningen (civilisationen) och det kvinnligt dionysiska kaoset (naturen).
Två av bokens mest citerade rader är "Om civilisationen hade överlämnats i kvinnliga händer, skulle vi fortfarande bo i gräshyddor" och "Det finns ingen kvinnlig Mozart eftersom det inte finns någon kvinnlig Jack Uppskäraren". Nivån på provokationerna i boken gjorde att en recensent uttryckte läsningen som upplevelsen att bli rånad.

#### Senare böcker
Efter framgången med Sexual Personae återkom Paglia under 1990-talet med flera essäsamlingar i liknande stil. 1992 kom Sex, Art and American Culture, där temat var sex och konst i specifikt den amerikanska kulturen. Den följdes två år senare av Vamps and Tramps. The Birds från 1998 gavs ut av Brittiska filminstitutet.
Därefter följde 2005/2006 Break, Blow, Burn, en läsning av 43 klassiska eller samtida dikter från olika delar av världen. 2012 publicerades Glittering Images, där Paglia återigen tacklade konsthistorien och återknöt med Egypten, samtidigt som även Star Wars inkluderades i resonemangen.
Free Women, Free Men (2017) tog upp feminism och genus, ämnen som i metoo-dagar och med transaktivism hade fått ökad uppmärksamhet. Året efter kom essäsamlingen som kort och gott betitlades Provocations.

## Åsikter
Sedan 1990-talet har Paglia varit en flitig debattör i amerikansk offentlighet, ofta uppmärksammad för sina djuplodande kritiska analyser av samtida populärkulturella fenomen som Oscars-galan, popmusik, tv-program och mode.
Paglia är ateist. Hon har sagt att hon har "en väldigt spirituellt mystisk syn på världsalltet". Hon definierar sig själv som libertarian. I essäsamlingen Provocations (2018) förklarar Paglia att hon vill bli hågkommen som en "oliktänkande författare som försvarade fritt tänkande och yttrandefriheten.

### Feminism
Att Paglia växte upp i en italiensk-amerikansk invandrarfamilj nämner hon själv som den största påverkan på hennes världsbild, som består av att man måste lära sig att försvara sig själv eftersom världen är farlig. Enligt Paglia är dagens feministiska rörelse det motsatta, då den enligt henne strävar efter att skydda flickor i medelklassen från omvärldens ondska vilket i sin tur resulterar i att de blir hjälplösa offer vid minsta motgång. Med den slutsatsen liknar Paglia dagens feminism med den viktorianska periodens kvinnosyn – att kvinnor inte kan se efter sig själva – vilket hon menar är den egentliga feminismens motpol. 
Roten till den samtida feminismens problematik ser hon ligger i de amerikanska lärosätenas utformning av "women's studies", som spridit sig till övriga västvärlden. Hon råder dagens feminister att inse att det finns mer inom feminismen än feminism. Paglia är för fria aborter, liberalisering av narkotikalagar, prostitution och pornografi, och emot all form av kvotering och särbehandling av kvinnor.
Paglia kritiserade #metoorörelsens lyftande av flera år gamla dåliga upplevelser. Detta ledde till ett studentuppror på universitetet, där en grupp studenter ville byta ut henne som föreläsare, förslagsvis mot en queer och svart människa.

### Presidentvalet 2016
Paglia är en aktiv samhällsdebattör och har uppmärksammats för sin kritik av Hillary Clinton. Hon har hårt motsatt sig dem som ansett att det vore en stor feministisk framgång om Hillary Clinton skulle vinna det amerikanska presidentvalet 2016. Paglia menar tvärtom och säger att Clinton endast spelar på att vara kvinna men att hon egentligen inte alls har blivit förtryckt på grund av sitt kön. Paglia ser istället att Clinton har destabiliserat Nordamerika och orsakat en flyktingkris med ursprung i Syrien. Paglia hävdar vidare att det inte skulle innebära någon progressiv förändring över huvud taget med Hillary Clinton vid makten, och att hon endast skulle göra det hon gjorde som utrikesminister: manipulera de olika nivåerna av makt som finns i Washington.
Angående Donald Trump avvisar Paglia uttalanden om att han skulle vara ett hot mot den västerländska civilisationen. Inför presidentvalet 2016 sade hon att det är omöjligt att förutspå vem av kandidaterna som kommer att vinna, men att många amerikaner är trötta på det politiska etablissemanget. Om Trump skulle vinna valet skulle det innebära en rasering av maktstrukturerna inom både det Republikanska och det Demokratiska partiet, samt medias makt. Det skulle innebära en enorm frisläppning av energi i en tid som präglas av kris och internationell spänning, menar Paglia.

### Biologism och akademin
Paglia följer en biologistisk syn på manligt och kvinnligt. Hon är kritisk till queerteoretiker som exempelvis Judith Butler.
Hon är också kritisk till de amerikanska universitetens utveckling sedan slutet av 1960-talet. Detta var en tid då det skedde en liberalisering av det amerikanska utbildningsväsendet.